# والتر ويلسون
والتر ويلسون (بالإنجليزية: Walter Wilson)‏ (1 يناير 1900 - 1 يناير 2000) هو لاعب كرة قدم بريطاني سابق كان يلعب كلاعب وسط.